# Хао Хайдун
Ха́о Хайду́н (кит. упр. 郝海东, пиньинь Hǎo Hǎidōng; 25 августа 1970, Циндао, провинция Шаньдун) — китайский футболист, нападающий, выступал за сборную Китая. В 2004 году начал самостоятельную тренерскую карьеру.
В настоящее время возглавляет клуб первого дивизиона Китая по футболу «Тяньцзинь Сунцзян». Широко известен в Китае и за его пределами. Хао Хайдуна очень часто называют «лучшим нападающим Китая» за всю современную историю китайского футбола. Ему принадлежит рекорд по забитым голам, в основном они были забиты в составе клуба «Далянь Ваньда», который на протяжении многих сезонов доминировал в китайском чемпионате — Суперлиге, и выиграл с ним шесть титулов, а также три индивидуальных титула — Золотая бутса, предоставленный Китайской футбольной ассоциацией. На международной арене его голы были очень важными для сборной, в частности, Китай впервые в своей истории попал на Чемпионат мира по футболу 2002 года, а также впервые стал призёром Кубка Азии по футболу 2004 года.
Будучи футболистом, также выступал в качестве и. о. главного тренера «Даляня» в 2004 года, затем некоторое время играл в английском чемпионате за «Шеффилд Юнайтед», а затем закончил карьеру.

## Клубная карьера

### «Баи»
Карьера Хао Хайдуна начиналась с клуба «ФК Баи», за молодёжную команду он начал выступать в 1986 году. Обладая высокой степенью профессионализма, игрок помогал команде на позиции нападающего, забивая нужные голы. Взрослая карьера продолжилась также в «ФК Баи», в котором он оставался в течение нескольких сезонов, привлекая внимание и других клубов. В итоге, его навыки были оценены в команде-чемпионе лиги «Далянь Ваньда», которая и выкупила его трансфер в начале сезона 1997 года. Сумма трансфера составила рекордную для «ФК Баи» сумму в 2,2 млн. юаней.

### «Далянь Ваньда»
С новой командой Хао Хайдун в дебютный год завоевал титул чемпиона лиги-1997, а также выиграл Суперкубок Китая по футболу. Персональным успехом стало награждение «Золотой бутсой» и «Золотым мячом», которые ему присудила Китайская футбольная ассоциация. Следующие сезон также был отмечен титулом чемпиона лиги, а также индивидуальными наградами, команда в сезоне 1997—1998 года добралась до финала Кубка чемпионов Азии. Несмотря на то, что в футболе ему многое удавалось — как с клубом, так и персонально (в том числе его называли «Китайским Аланом Ширером», проявлялись и негативные моменты — так, за грубую атаку соперника 15 марта 1998 года он был оштрафован на 1000 долларов, а также пропустил две следующие игры. Впоследствии Азиатская конфедерация футбола отстранила его от игр на год за агрессивные действия в адрес судьи на Кубке обладателей кубков Азии по футболу. Из-за дисквалификации Хао должен был пропустить большую часть сезона 1999 года, однако это не сломило игрока, и он продолжал забивать, а клуб завоевал ещё несколько титулов чемпиона лиги, Кубка Китая по футболу и занять второе место в розыгрыше Кубка обладателей кубков Азии сезона 2000—2001 годов. Его персона была настолько важной для клуба, что после того, как в 2004 году Далянь покинул тренер Милорад Косанович, Хао стал на некоторое время исполняющим обязанности главного тренера.

### «Шеффилд Юнайтед»
В январе 2005 года, на закате своей футбольной карьеры, Хао получил возможность выступать за границей — от клуба второго английского дивизиона «Шеффилд Юнайтед» поступило предложение попробовать свои силы в Английском чемпионшипе. Кроме того, «Шеффилд» очень интересовал футбольный рынок Восточной Азии, а Хао Хайдун был во многом определяющим символом новой трансферной компании. «Далянь» согласился отпустить игрока в Англию, а по договоренностями между клубами, трансфер составил рекордно низкую сумму в 1 (один) фунт в 2005 году. В дальнейшем этот рекорд был побит в 2007 году, когда «Челси» заплатил символическую сумму в 1 (один) € за бразильского защитника Алекса, который не мог получить рабочую визу в Англии и выступал за «ПСВ». Несмотря на то, что сделка состоялась в январе 2005 года, Хао получил травму и работал в основном в футбольной академии клуба. В дальнейшем «Шеффилд Юнайтед» обратил пристальное внимание на китайский чемпионат и приобрёл команду «Чэнду Блэйдс», в которую и вернулся Хао, однако и там он не выступал, решив заняться тренерской карьерой. В итоге, приехав в Китай, Хао Хайдун заявил о завершении карьеры игрока.

## Международная карьера
Игрок провёл за сборную страны более 100 матчей, выступал в том числе на Чемпионате мира 2002 года, а также установил командный рекорд по забитым мячам — 37. Игрок славился своим пасом и голевым чутьём, за это его считают лучшим нападающим в Китае за последние два десятилетия.

## Достижения

### Клубные
Далянь Шидэ
- Китайская Лига Цзя-А по футболу, чемпион: 1997, 1998, 2000, 2001, 2002
- Кубок Китайской футбольной ассоциации: 2001
- Суперкубок Китая по футболу: 1997, 2001, 2002

### Международные
- Кубок Азии по футболу: серебряный призёр, 2004

### Индивидуальные
- Золотая бутса КФА: 1997, 1998, 2001
- Футболист года по версии КФА: 1998
- Золотой мяч КФА: 1997, 1998